# Lourens Munnik
Lourens Albertus Petrus Anderson Munnik, né le 3 aout 1925 au Cap et mort le 12 juillet 2016 à Somerset West (province du Cap-Occidental, est un médecin et homme politique sud-africain.

## Biographie
Diplômé en médecine de l'Université du Cap, maire de la ville de Dordrecht dans la région du Cap oriental (1955-1960), L.A.P.A. Munnik fut par la suite membre du conseil provincial de la province du Cap pour la circonscription d'Aliwal North (1962-1972), député de la circonscription de Caledon (1972-1975) puis de celle de Durbanville (1979-1986) et administrateur de la province du Cap (1975-1979).
Il entre en 1979 au gouvernement PW Botha pour devenir ministre de la santé, des affaires sociales et des pensions (1979-1981) puis est ministre de la santé et des affaires sociales (1982), des postes et des télécommunications (1982-1984) et ministre des travaux publics (1985-1986). À ce titre, il a planifié et supervisé la construction en France du nouveau musée du Mémorial national sud-africain du bois Delville.